# Fifteenth Street Financial Historic District
Le Fifteenth Street Financial Historic District est un district historique de Washington, aux États-Unis. Il est inscrit au Registre national des lieux historiques depuis le 12 octobre 2006.